# CONTINUE (雑誌)
『CONTINUE』（コンティニュー）は、太田出版が刊行するゲーム・アニメ雑誌。2001年3月15日に創刊（vol.0）。当初（vol.1 - ）は季刊であったが、vol.8（2003年2月15日発刊）からは隔月刊（偶数月発刊）となった。2010年2月発刊のvol.50をもって休刊となったが、2018年1月復刊。判型はA5変形。

## 概要
『超クソゲー』『超クソゲー2』のヒットを受けて創刊。そのため、当初はゲーム業界関係者のインタビュー記事などゲームに関する記事やコラムが多数を占めていたが、のちに漫画・アニメ・特撮・音楽の特集なども前面に押し出し、総合サブカルチャー雑誌としての色合いが濃くなった。太田出版ではサブカルチャー誌として既に『Quick Japan』があったが、本誌は出自が『超クソゲー』ということもあり笑えるものにしようという思いがあったとのこと。各特集ではライターによる完全レビュー、スタッフ・関係者への「○万字」「○時間」といったロングインタビュー記事など、濃い内容を掲載した。
Rockstar Gamesの『グランド・セフト・オートIII』にいち早く注目、北米版PlayStation 2でしかプレイできなかった『グランド・セフト・オート・バイスシティ』を「ゲーム・オブ・ザ・イヤー」の第1位に選出。さらに北米版の発売と同時タイミングで『グランド・セフト・オート・サンアンドレアス』を表紙・巻頭で大々的に特集するなど海外ゲームを積極的に取り上げる一方、『ファミコン大全』『メガドラ大全』などレトロゲームを特集、さらに長らくメディアに登場していなかったゲームフリーク田尻智をロングインタビューするなど、他のゲーム雑誌とは一線を画す独自の編集方針で制作されていた。
またミュージシャンの中村一義と中尾憲太郎が創刊号よりコラムを連載、テレビ神奈川の音楽番組『saku saku』の情報を継続的にフォロー。さらにブレイク前よりPerfumeに注目し、異例の早さで連載を開始するなど、音楽に力を入れた企画も目立った。
編集長の林和弘がWEBマガジン「ぽこぽこ」の運営に従事するため、vol.50（2010年2月発刊）をもって休刊。後継誌として女性向けにリニューアルした奇数月発売隔月刊誌『Otome continue』を2010年7月6日に創刊するも、2011年にVol.6を最後に休刊した。
2017年10月27日に公式ツイッターを開設し、復活に向けた動きを発表。12月7日にプレ復刊号的な位置付けの『CONTINUE SPECIAL』、2018年1月24日に復刊第1号を刊行した。通号数はリセットせず、51号から再スタートとなる。

## 各号の概要

### 通常号
| 号数   | 発行年月   | メイン企画                                           | 特集 |
| ------ | ---------- | ---------------------------------------------------- | --- |
| vol.0  | 2001年3月  | 「ゲーム・オブ・ザ・イヤー」                         | - ゲーム・オブ・ザ・イヤー - 「怒」を作った男 - ゲームボーイアドバンス                                                                 |
| vol.1  | 2001年6月  | 「ガンダムゲーム大全」                               | - ガンダムゲーム大全 - 「メタルブラック」を作った男 - 堀井雄二インタビュー                                                             |
| vol.2  | 2001年9月  | 「ジャンプゲーム大全」                               | - ジャンプゲーム大全 - デコ黄金期インタビュー - シブサワ・コウインタビュー                                                             |
| vol.3  | 2001年12月 | 「ファミコン大全」                                   | - ファミコン大全 - トレジャーを創った男 - 桝田省治&芝村裕吏インタビュー                                                                |
| vol.4  | 2002年3月  | 「ゲーム・オブ・ザ・イヤー」                         | - ゲーム・オブ・ザ・イヤー - 「源平討魔伝」を創った男 - 飯田和敏インタビュー                                                           |
| vol.5  | 2002年6月  | 「アイドルゲーム大全」                               | - アイドルゲーム大全 - 「ナイトストライカー」を創った男 - 中村光一インタビュー                                                         |
| vol.6  | 2002年9月  | 「スーパーロボット大全」                             | - スーパーロボット大全 - 「エスプレイド」「ぐわんげ」を創った男 - 小島秀夫インタビュー                                                 |
| vol.7  | 2002年12月 | 「スーファミ大全」                                   | - スーファミ大全 - 田尻智独占ロングインタビュー - 高塚新吾インタビュー                                                                 |
| vol.8  | 2003年2月  | 「メガドライブ大全」                                 | - メガドライブ大全 - メガドライブを愛した男 - 田尻智の80年代                                                                           |
| vol.9  | 2003年4月  | 「ドラクエvsFF面白いのはどっちだ!?」                 | - ドラクエvsFF - 「ファイプロ」を創った男 - 田尻智の90年代                                                                             |
| vol.10 | 2003年6月  | 「THE SIMPLEシリーズ大全」                           | - THE SIMPLEシリーズ大全 - 「メトロイド」を創った男 - 西健一インタビュー                                                               |
| vol.11 | 2003年8月  | 「プロレスゲーム大全」                               | - プロレスゲーム大全 - 「魔界村」を創った男 - 猿楽町のお仕事                                                                           |
| vol.12 | 2003年10月 | 「セガ大全」                                         | - セガ大全 - 鈴木裕独占インタビュー - 特別対談 田尻智x杉森建                                                                           |
| vol.13 | 2003年12月 | 「僕たちの好きなファミコン100」                      | - 僕たちの好きなファミコン100 - 春麗を描いた男 あきまん（安田朗） - 水口哲也独占インタビュー                                           |
| vol.14 | 2004年2月  | 「ゲーム・オブ・ザ・イヤー」                         | - ゲーム・オブ・ザ・イヤー2003 - 「燃えプロ」を創った男 - 桜井政博インタビュー                                                         |
| vol.15 | 2004年4月  | 「ゲームボーイ」                                     | - ゲームボーイ - 「The 9th Sense」スチャダラパー - 遠藤雅伸｢ゼビウス」を語る                                                           |
| vol.16 | 2004年6月  | 「GTA vice city」                                    | - GTA Vice City - 「ダビスタ」を創った男 - 「saku saku」第1弾                                                                          |
| vol.17 | 2004年8月  | 「いまから始めるネットゲーム」                       | - いまから始めるネットゲーム - 日野晃博、TFLOとドラクエを語る - 「saku saku」第2弾                                                     |
| vol.18 | 2004年10月 | 「ガンダムゲーム大全Mark-II」                        | - ガンダムゲーム大全Mark-II - 日本初公開!GTA:San Andreas - 「saku saku」第3弾                                                          |
| vol.19 | 2004年12月 | 「GTA:San Andreas」                                  | - GTA:San Andreas - 山内一典インタビュー - 「saku saku」第4弾                                                                          |
| vol.20 | 2005年2月  | 「ゲーム・オブ・ザ・イヤー」                         | - ゲーム・オブ・ザ・イヤー2004 - 「鉄騎」を創った男 - saku sakuオブ・ザ・イヤー                                                        |
| vol.21 | 2005年4月  | 「PSP」                                              | - PSP - 羽海野チカx野田凪 - 「saku saku」第6弾                                                                                         |
| vol.22 | 2005年6月  | 「スター・ウォーズと眞鍋かをり」                     | - ゲームで学べ!スター・ウォーズ - 真鍋かをり、メガネを語る - 「saku saku」第7弾                                                        |
| vol.23 | 2005年8月  | 「秋葉原」                                           | - 秋葉原大特集 - 白井ヴィンセント初登場!! - バンドブラザーズ                                                                           |
| vol.24 | 2005年10月 | 「スーパーマリオ20周年」                             | - スーパーマリオ20周年 - 「パックマン」を創った男 - 「saku saku」第9弾                                                                 |
| vol.25 | 2005年12月 | 「Xbox 360」                                         | - Xbox 360 - 「ワンダと巨像」を創った男 - 「saku saku」第10弾                                                                          |
| vol.26 | 2006年2月  | 「ゲーム・オブ・ザ・イヤー」                         | - ゲーム・オブ・ザ・イヤー2005 - 「ガンパレ」を創った男 - 「saku saku」第11弾                                                          |
| vol.27 | 2006年4月  | 「交響詩篇エウレカセブン」                           | - 「エウレカ」全50話完全解説 - 糸井重里インタビュー - 「saku saku」第12弾                                                              |
| vol.28 | 2006年6月  | 「ゲームセンターCX」                                 | - ゲームセンターCX大特集 - ハチミツとクローバーx蒼井優 - 「saku saku」第13弾                                                           |
| vol.29 | 2006年8月  | 「ゲド戦記」                                         | - ゲド戦記 - 番組密着ゲームセンターCX - 「saku saku」第14弾                                                                            |
| vol.30 | 2006年10月 | 「働きマン」                                         | - 働きマン - 糸井重里x中村一義 - 「saku saku」第15弾                                                                                   |
| vol.31 | 2006年12月 | 「ぼくとわたしのポケットモンスター」                 | - ポケットモンスター - 青い花 - 「saku saku」第16弾                                                                                    |
| vol.32 | 2007年2月  | 「デトロイト・メタル・シティ」                       | - GAME OF THE YEAR 2006 - 田尻 智×中川翔子 - 「saku saku」第17弾                                                                       |
| vol.33 | 2007年4月  | 「コードギアス 反逆のルルーシュ」                    | - コードギアス 反逆のルルーシュ - 魔法少女リリカルなのは - 「saku saku」第18弾                                                         |
| vol.34 | 2007年6月  | 「仮面ライダー電王」                                 | - 仮面ライダー電王 - ゲーム雑誌クロニクル - 「saku saku」第19弾                                                                        |
| vol.35 | 2007年8月  | 「エヴァンゲリオン」                                 | - エヴァンゲリオン - 「saku saku」第20弾 - テニスの王子様                                                                              |
| vol.36 | 2007年10月 | 「有野課長（株式会社ゲームセンターCX興行）」         | - ゲームセンターCX - ヱヴァンゲリヲン新劇場版:序 - 「saku saku」第21弾                                                                 |
| vol.37 | 2007年12月 | 「もやしもん」                                       | - もやしもん - 奈須きのこ2万5000字インタビュー - 「saku saku」第22弾                                                                   |
| vol.38 | 2008年2月  | 「saku saku（白井ヴィンセント+中村優）」             | - saku saku - 墓場鬼太郎 - ゲーム・オブ・ザ・イヤー2007                                                                                |
| vol.39 | 2008年4月  | 「Perfume」                                          | - Perfume - モンスターハンター - 河森正治×菅野よう子                                                                                   |
| vol.40 | 2008年6月  | 「マクロスF」                                        | - マクロス25周年 - あらびき団 - 「saku saku」第25弾                                                                                    |
| vol.41 | 2008年8月  | 「崖の上のポニョ」                                   | - 崖の上のポニョ - 少女革命ウテナ - デトロイト・メタル・シティ                                                                         |
| vol.42 | 2008年10月 | 「コードギアス 反逆のルルーシュ R2」                 | - コードギアス 反逆のルルーシュ R2 - 中島愛 - かんなぎ                                                                                 |
| vol.43 | 2008年12月 | 「ゆうきまさみクロニクル」                           | - ゆうきまさみ - ゲームセンターCX - Perfume 1年を振り返る                                                                              |
| vol.44 | 2009年2月  | 「ヤッターマン」                                     | - コードギアス 反逆のルルーシュ R2 - 中島愛 - かんなぎ                                                                                 |
| vol.45 | 2009年4月  | 「交響詩篇エウレカセブン ポケットが虹でいっぱい」    | - 劇場版エウレカセブン - ソウルイーター Before/After - 「saku saku」優ちゃん卒業！                                                     |
| vol.46 | 2009年6月  | 「ヱヴァンゲリヲン新劇場版:破」                      | - ヱヴァンゲリヲン新劇場版:破 - 菅野よう子の世界 - 劇場版エウレカセブン                                                                |
| vol.47 | 2009年8月  | 「侍戦隊シンケンジャー」                             | - 侍戦隊シンケンジャー - 青い花 志村貴子インタビュー - 真マジンガー！ 衝撃Z編                                                          |
| vol.48 | 2009年10月 | 「劇場版 マクロスF 虚空歌姫 〜イツワリノウタヒメ〜」 | - 劇場版マクロスF - May'n ロングインタビュー - ラブプラス                                                                              |
| vol.49 | 2009年12月 | 「ラブプラス」                                       | - ラブプラス - 忍たま乱太郎 - 「saku saku」第32弾                                                                                      |
| vol.50 | 2010年2月  | 「鶴巻和哉」                                         | - 鶴巻和哉 ロングインタビュー - ゲーム・オブ・ザ・イヤー2009 - 金色のコルダ3                                                           |
| 復刊   |            |                                                      | |
| vol.51 | 2018年1月  | 「DEVILMAN crybaby」                                 | - DEVILMAN crybaby - ゲーム・オブ・ザ・イヤー2017 - ハル研究所 - ポプテピピック                                                        |
| vol.52 | 2018年3月  | 「プレイステーションの時代」                         | - プレイステーションの時代 1994-2000 - 祝15周年!!ゲームセンターCX                                                                      |
| vol.53 | 2018年5月  | 「新幹線変形ロボ シンカリオン」                      | - 新幹線変形ロボ シンカリオン - 機動戦士ガンダム THE ORIGIN - Nintendo LABO                                                            |
| vol.54 | 2018年7月  | 「ダーリン・イン・ザ・フランキス」                   | - ダーリン・イン・ザ・フランキス全24話レビュー - シンカリオン×エヴァンゲリオン                                                         |
| vol.55 | 2018年9月  | 「フリクリ」                                         | - フリクリ - Tokyo 7th シスターズ - コヤマシゲト×樋口真嗣                                                                              |
| vol.56 | 2018年11月 | 「『ラブライブ！』シリーズ、その世界。」             | - 「ラブライブ!」「ラブライブ!サンシャイン!!」全話解説 - ゲームセンターCX 15th感謝祭                                                   |
| Vol.57 | 2019年1月  | 「『ラブライブ！』シリーズと劇場版」                 | - ゲーム・オブ・ザ・イヤー2018 |
| Vol.58 | 2019年3月  | 「『ラブライブ！』シリーズと、その音楽。」           | |
| Vol.59 | 2019年5月  | 「NINTENDO64が変えたもの。」                         | - ポケモンシャツ全151枚オールカタログ - 特定非営利活動法人アニメ特撮アーカイブ機構 - 新幹線変形ロボ シンカリオン                       |
| Vol.60 | 2019年7月  | 「超キャラゲー」                                     | - ストレンジャー・シングス - センコロール コネクト - コヤマシゲトとゆかいななかまたち - UKといく今の秋葉原。                           |
| Vol.61 | 2019年9月  | 「蒼井翔太」                                         | - 倉島颯良 in 東洋文庫ミュージアム - コヤマシゲトとゆかいななかまたち - シンカリオンの今と未来 - 無電源ゲームの聖地! ついに単独潜入!!! |
| Vol.62 | 2019年11月 | 「TRIGGER」                                          | - 祝！ 20周年記念「スペースチャンネル5」特集 - PROJECT TOEI                                                                            |
| Vol.63 | 2020年1月  | 「ヒプノシスマイク -Division Rap Battle-」           | - ゲーム・オブ・ザ・イヤー2019 |
| Vol.64 | 2020年3月  | 「ゾンビランドサガ」                                 | - どうにかなる日々 - AKIRA - Playtdate                                                                                                 |

### スペシャル
| 号数     | 発行年月   | メイン企画                                | 特集 |
| -------- | ---------- | ----------------------------------------- | --- |
| CNT SP   | 2005年6月  | 「ハチミツとクローバー」                  | - ハチミツとクローバー 全60ページ大特集 - 押井守 ロングインタビュー - 庵野秀明、2足歩行ロボット・ランドウォーカーに乗る。 |
| CNT SP   | 2007年5月  | 「のだめカンタービレ」                    | - 上野樹里 & 玉木宏 - 二ノ宮知子×石川雅之 - もやしもん                                                                    |
| CNT SP   | 2017年12月 | 「ガールズ&パンツァー」                   | - ガールズ&パンツァー 全50ページ大特集 - ねほりんぱほりん - ファイナルファンタジーXIV 吉田直樹インタビュー                |
| CNT SP   | 2018年6月  | 「ゲームセンターCX」                      | - 有野晋哉（よゐこ）スペシャルロングインタビュー - 有野課長×中村悠一 スペシャル対談 - バカリズム VS 有野課長              |
| CNT 別冊 | 2019年12月 | 「新幹線変形ロボ シンカリオン」（アニメ） | |
| CNT SP   | 2020年3月  | 「PCエンジン」                            | |

## 連載コーナー
- CNT NEWS
- CNT EXPRESS
- ストロボライト - 青山景
- CNT JAPAN
  - Power Perfume Girl - Perfume
  - お外で遊びなさい - 仲村みう
  - 再び帰って来たメガドラ兄さん - サムシング吉松
  - 中村一義のアキハバカ - 中村一義
  - みさくら的萌えゲー歴史絵巻 - みさくらなんこつ
  - あの頃、ファミコンと - みうらじゅん
  - 巨人・大鵬・エレキコミック - エレキコミック
  - ポルネイド - ポルノ鈴木
  - メカ硬派 - 田中圭一
  - CNT LETTERS
  - CNT ENTERTAINMENT
  - 玄関以外はできている - 大塚ギチ・林和弘・宮昌太郎
  - 桜田ふぁみりあ♪ - あきまん
- アーリーゲームコミック列伝 - 大西祥平
- Rockstar Satellites
- 洋ゲー超特急 カオスがいっぱい! - ポルノ鈴木
- OUR HOBBY LIFE
- 電池以下 - 吉田豪・掟ポルシェ
- SIMPLE SERIES REPORT
- THE KING OF GAMES.
- ゲームの彼岸にて - 石井ぜんじ
- みずいろブラッド - 横尾有希子
- 編集後記
- がぷ式 - がっぷ獅子丸
- 未来に残すゲームな言葉 - 多根清史
- 坂口探検隊
- DVDの荒野 - 植地毅
- G-1 in my head
- 中尾憲太郎26歳のインドアvsアウトドア - 中尾憲太郎
- ゲームと日本と世界のハナシ
- 脱衣麻雀クロニクル - はいどていく
- はっちゃき16連射 - せきしろ
- ゾルゲの眼 - ゾルゲ市蔵
- カオス通信 確かめようステキなサムシング - ソニー茨城
- CNT REVIEW
- アンダーヘッド - 大塚ギチ
- ゲームやり2002
- 電子ゲーム通信 - 小林栄介
- ボーズのよけいなことしかしゃべらない! - ボーズ
- セガ竹崎の｢タイトル未定｣ - 竹崎忠
- きのこのいけにえ - 飯田和敏
- セガ竹崎のみんなでマーケティング会議やるぞ! - 竹崎忠
- デザート・ハイ - 水口哲也
- ジュ・ゲーム・モア・ノン・プリュ - ブルボン小林
- S.U.D.A. - 須田剛一
- 須城砲の格闘ゴールデン街 - 須田剛一
- スペース杏ベーダー - 南波杏
- ピコピコ少年 - 押切蓮介
- マイ・バック・ページズ - 安彦良和（Vol.54 - Vol.62）